# 雅典地铁1号线
雅典地铁1号线（羅馬化：Grammi Ilektrikos）北起基菲夏，南至比雷埃夫斯。1号线最早由雅典比雷埃夫斯铁路公司于1869年1月27日开通。由比雷埃夫斯至西西奥；2011年6月10日，才正式并入雅典地铁网络。
由于该线路原本设计以蒸汽动力做牵引，所以该线路大部分为地上线。1号线采用标准轨，轨距为1,435 mm (4英尺8 1⁄2 英寸)，电力方面则使用750V DC (最初为600V DC)第三轨供電。
在莫纳斯蒂拉基站至阿蒂基站为地下线。在莫纳斯蒂拉基站，可以换乘3号线；在奥莫诺亚站、阿蒂基站可换乘2号线。在内兰乔蒂萨站，可以换乘雅典国际机场方向的郊区线。

## 车站列表

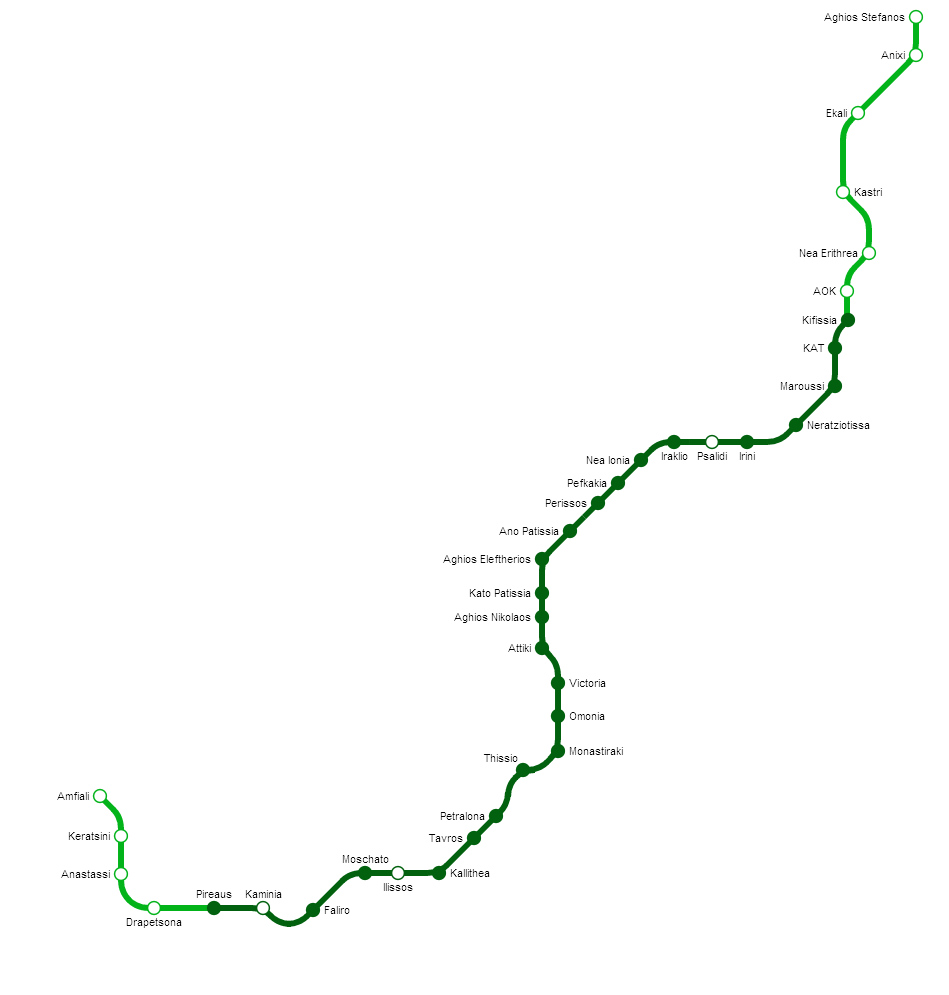
1号线线路图，包含规划车站及线路

## 使用車輛
本線使用原屬雅典比雷埃夫斯鐵路公司，由猛獅-西門子製造的第八批列車、由猛獅-AEG / 西門子-Hellenic造船廠製造的第十批列車及第十一批由ADTranz-西門子-Hellenic造船廠製造的列車